# Hoplosmia croatica
Hoplosmia croatica is een vliesvleugelig insect uit de familie Megachilidae. De wetenschappelijke naam van de soort is voor het eerst geldig gepubliceerd in 1893 door Friese.